# Helgi Fródi Ingason
Helgi Fróði Ingason (Garðabær, 6 december 2005) is een IJslands voetballer die doorgaans speelt als middenvelder. Hij verruilde in 2024 Stjarnan FC voor Helmond Sport.

## Clubcarrière
Ingason begon met voetballen bij Stjarnan FC uit zijn thuisstad Garðabær. Hij debuteerde in het betaald voetbal op 16 oktober 2022, tegen Valur Reykjavík in de kampioenschapplay-offs (0-3). Hij moest het vooral doen met invalbeurten, maar speelde zich vanaf het begin van het seizoen 2024 in de basis. Op 22 februari 2024 scoorde hij zijn eerste doelpunt, tegen Fjölnir Reykjavík in de beker (1-1). In de zomer van 2024 speelde hij kwalificatiewedstrijden voor de UEFA Conference League, tegen Linfield FC en Paide Linnameeskond.

### Helmond Sport
Medio 2024 verkaste Ingason naar Helmond Sport. Hij debuteerde op 18 augustus tegen SC Cambuur (1-0). Met nog een halfuur te spelen kwam hij in de ploeg voor Anthony van den Hurk. Op 22 november maakte hij zijn eerste doelpunt tegen FC Eindhoven (3-4).

## Interlandcarrière
Ingason speelde interlands voor verschillende IJslandse jeugdelftallen.

## Statistieken
| Seizoen | Club          | Competitie     | Competitie | Competitie | Beker | Beker | Overig | Overig | Totaal | Totaal |
| Seizoen | Club          | Competitie     | Wed.       | Dlp.       | Wed.  | Dlp.  | Wed.   | Dlp.   | Wed.   | Dlp.   |
| ------- | ------------- | -------------- | ---------- | ---------- | ----- | ----- | ------ | ------ | ------ | ------ |
| 2022    | Stjarnan FC   | Besta deild    | 0          | 0          | 0     | 0     | 3      | 0      | 3      | 0      |
| 2023    | Stjarnan FC   | Besta deild    | 5          | 0          | 4     | 0     | 5      | 0      | 14     | 0      |
| 2024    | Stjarnan FC   | Besta deild    | 17         | 2          | 5     | 2     | 4      | 0      | 26     | 4      |
| 2024/25 | Helmond Sport | Eerste divisie | 33         | 2          | 1     | 0     | 0      | 0      | 34     | 2      |
| Totaal  | Totaal        | Totaal         | 54         | 4          | 10    | 2     | 12     | 0      | 80     | 6      |

Bijgewerkt op 17 juni 2025.